# Rubicon
Pour les articles homonymes, voir Rubicon (homonymie).
Le Rubicon (Rubicone en italien, Rubico en latin) est un petit fleuve côtier du nord de l'Italie, dans la région d'Émilie-Romagne à l'est de la plaine du Pô, qui prend naissance près de la commune de Sogliano al Rubicone.
Le Rubicon est un petit torrent long de 35 km de la Province de Forlì-Cesena. Il prend sa source en amont de Sogliano al Rubicone, croise la via Emilia à hauteur de Savignano sul Rubicone, et ensuite continue jusqu'à se jeter dans la mer Adriatique au sud de Cesenatico. Selon Michel Pastoureau, le mot latin Rubico viendrait de l'adjectif ruber (rouge) et aurait été choisi durant l'Antiquité pour rappeler la teinte rouge du cours d'eau.  
C'est à ce fleuve qu'il est fait allusion dans l'expression française « franchir le Rubicon ».

## Histoire
À partir de 59 av. J.-C., ce cours d'eau servit de frontière entre l'Italie romaine et la province de Gaule cisalpine ; il avait une résonance toute particulière dans le droit romain, car aucun général n'avait l'autorisation de le franchir avec des soldats en armes. La loi protégeait ainsi Rome de menaces militaires internes.
Il devint célèbre quand Jules César le traversa avec ses légions en armes le 11 janvier 49 av. J.-C. sur les traces de Pompée, violant ainsi la loi du Sénat romain. Si l'on en croit Suétone, il lança en franchissant la rivière la célèbre formule : Alea jacta est, littéralement « les dés sont jetés », parfois traduit par « le sort est jeté » ou « le sort en est jeté ».
De cet épisode est née l'expression « franchir le Rubicon » qui a survécu jusqu'à nos jours. Elle évoque une personne se lançant dans une entreprise aux conséquences risquées sans pouvoir faire marche arrière.

### Comment César franchit le Rubicon
« Lorsqu'on eut annoncé à César que le droit d'intercession des tribuns avait été supprimé et qu'ils étaient sortis de la Ville, aussitôt il envoya en secret des cohortes qui prirent les devants et, pour ne pas éveiller de soupçon, il assista par dissimulation à un spectacle public, examina le plan d'une école de gladiateurs qu'il devait faire construire et se livra, selon sa coutume, au plaisir d'un  festin. Puis, après le coucher du soleil, il fit atteler à un chariot des mulets pris au moulin le plus proche, et s'engagea avec une faible escorte dans le chemin le plus détourné. Les flambeaux s'étant éteints, il s'égara et erra longtemps. Au point du jour, il trouva un guide, marcha à pied par des sentiers extrêmement étroits et rejoignit ses cohortes au fleuve de Rubicon, qui était la frontière de sa province. Là il s'arrêta quelques instants, et, supputant la grandeur de son entreprise, il se tourna vers ceux qui l'accompagnaient : « Maintenant encore, dit-il, nous pouvons revenir sur nos pas ; mais, si nous passons ce petit pont, le sort des armes décidera de tout. »

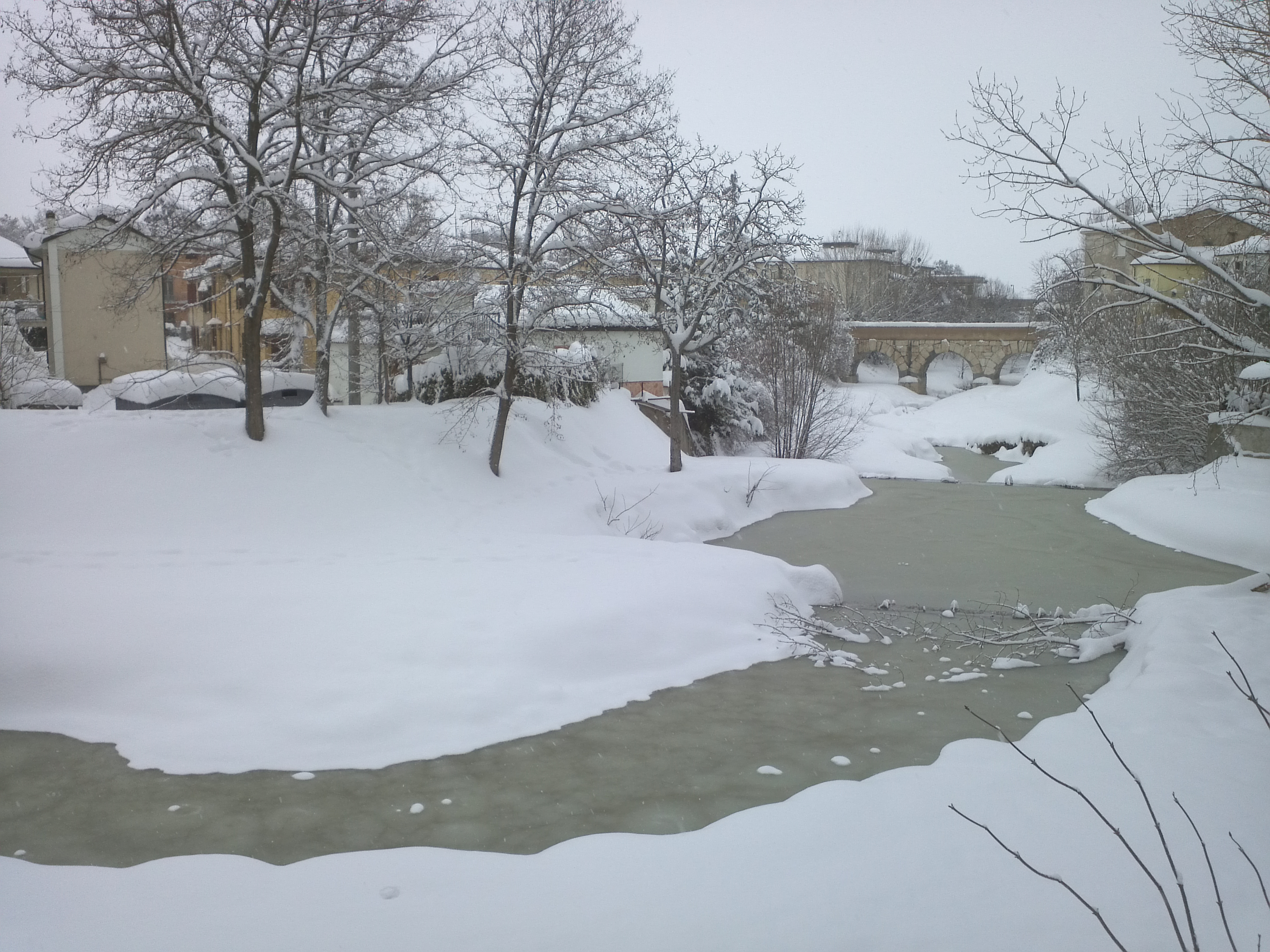
Le pont consulaire romain à Savignano sul Rubicone en février 2012

Il balançait encore, lorsque eut lieu le prodige suivant. Un homme d'une taille et d'une beauté remarquables apparut soudain, assis tout près et jouant du chalumeau. Outre les bergers, un grand nombre de soldats des postes voisins était accouru pour l'entendre, et, entre autres, des trompettes. Il saisit la trompette de l'un d'eux, s'élança d'un bond vers le fleuve, et sonnant une fanfare avec une force extraordinaire, il se dirigea vers l'autre rive. Alors César : « Allons, dit-il, où nous appellent les prodiges des dieux et l'iniquité de nos ennemis ! Il faut jeter le dé. » »

— Texte de Suétone, « les douze Césars : César », XXXI et XXXII,.

### Pourquoi César franchit le Rubicon
D'importantes tractations ont lieu en décembre 50 et janvier 49 entre César et Pompée au sujet du proconsulat de César qui prend fin. Le Sénat, majoritairement favorable à Pompée, s'oppose à la prolongation du mandat de César. Ce dernier conquiert en 50 les derniers territoires gaulois indépendants, ce qui assoit sa légitimité et sa popularité auprès du peuple.
Face à César, alors en position de force, le Sénat décide de voter un senatus consulte qui désigne César et ses partisans comme ennemis publics. Rejoint par des troupes d'alliés, César franchit le Rubicon le 10 janvier avec son armée, qu'il n'a pas dissoute, arguant que Pompée outrepasse ses pouvoirs. Le 23 janvier, menacé par l'armée de César, Pompée et une partie du sénat s'enfuient en Grèce, laissant le trésor à Rome (lequel sera récupéré par César). 
Fin mars, César rentre à Rome, il trouve quelques sénateurs, et repart en Espagne, le 7 avril. Pendant ces quelques mois, il traverse lentement l'Italie vers Rome, en donnant le mot d'ordre à ses soldats de ne rien piller, pour montrer sa bonne foi et son souci du bien public. En mars, il fait voter une loi qui donne la citoyenneté romaine aux Cisalpins, jusqu'alors sous le protectorat de Pompée, se créant ainsi une citadelle alliée.

## Confusion possible
À l'ère romaine, le Rubicon se déversait dans la mer Adriatique entre Ariminum et Caesena (noms romains de Rimini et de Césène). Le cours d'eau auquel on l'identifie actuellement est souvent contesté.
Il se peut que le Rubicon ait été confondu avec le Pisciatello. Ainsi, leurs sources découlent du même mont et les deux fleuves s'écoulent dans deux vallées parallèles se rejoignant, au niveau de la mer à Gattéo-Mare et certaines cartes anciennes donnaient le nom « Urgon » (qui signifie « Rubicon ») à l'actuel Pisciatello ce qui laisse à croire que les deux fleuves aient été confondus à une certaine époque.
Une autre preuve de cette possible confusion est le fait que la cité actuelle de Savignano sul Rubicone s'appelait, jusqu'en 1933, Savignano di Romagna quand Benito Mussolini décréta que l'ex-Fiumicino serait le vrai Rubicon.

### Images des musées du Vatican
Ces deux images représentent une petite partie d'une grande carte exposée dans la galerie des cartes aux musées du Vatican.
Cette carte est étiquetée « Flaminia », qui était le nom de la Romagne et qui faisait partie de l'État de l'Église avant le Risorgimento et l'unification des provinces Italiennes.
L'image de droite représente le Rubicon et deux autres rivières qui ont la même embouchure dans l'Adriatique, à droite des villes de Cesenatico et de Cervia.
L'image de gauche montre les sources de ces rivières, et l'on observe qu'à cette époque, le supposé Rubicon passe aux abords immédiats de Césène, sur le lit de l'actuel Pisciatello, alors que c'est celle qui lui est parallèle (à droite) que l'on appelle « Rubicon ».

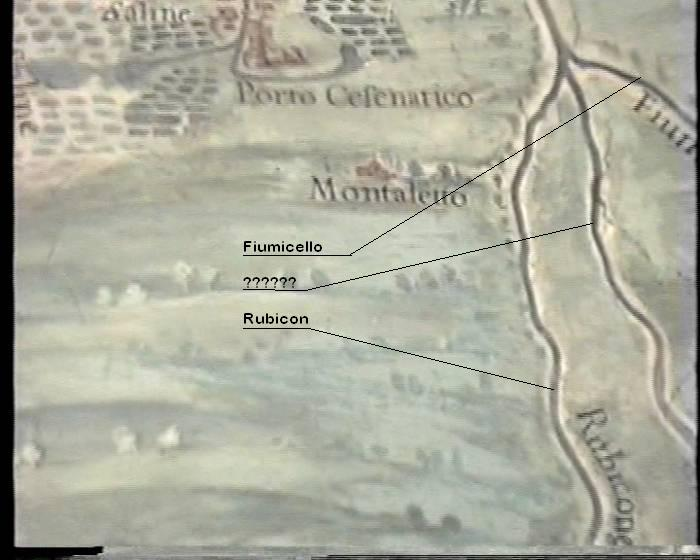
Le Rubicon à son embouchure à droite de la ville de Cesenatico.
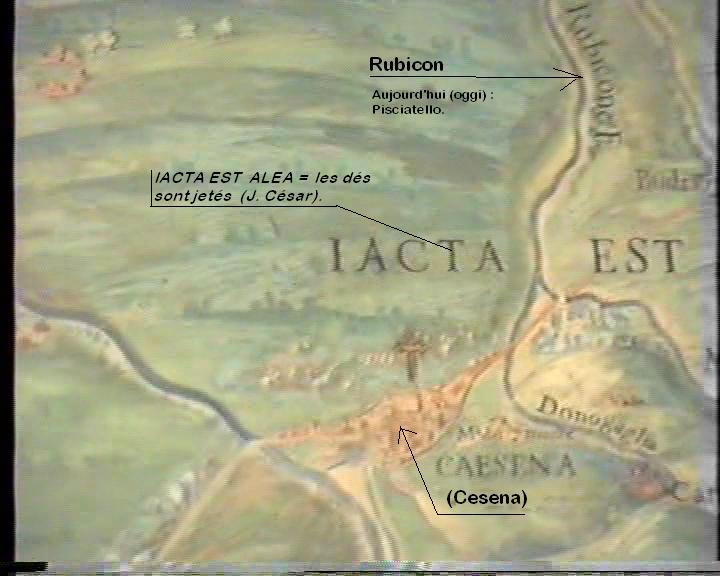
Le Rubicon à son passage à droite de la ville de Césène, à la place du Pisciatello actuel.

## Toponymes
Le Rubicon a donné son nom aux deux communes de Savignano sul Rubicone et Sogliano al Rubicone.